# Araceli Vitta
Araceli Vitta Arambarri (Santiago, 4 de marzo de 1973) es una actriz y Relacionadora Pública chilena.

## Biografía
Debutó en televisión siendo parte de Clan Infantil del programa Sábados gigantes de Canal 13. En 1987 fue parte del elenco de la teleserie La invitación de la misma señal. Más adelante apareció en ficciones como Fácil de amar, Champaña, Juegos de fuego y A todo dar. En 1998 decidió alejarse de las pantallas para enfocarse en su vida familiar.
Fue parte del jurado internacional del Festival de Viña del Mar en 1996.
Estuvo casada por 12 años con el compositor chileno y exintegrante del dúo La Sociedad, Daniel Guerrero, con quien tuvo un hijo. Ambos compusieron una canción llamada «El Juego del Amor», la que fue interpretada por Daniela Aleuy y representó a Chile en la competencia internacional del Festival de Viña del Mar en 2001.
Alejada de la televisión, Vitta estudió Relaciones públicas en la Universidad Santo Tomás. Ha ejercido su profesión en diversas empresas y entidades como la Municipalidad de Pirque, entre otras. Junto con esto ha sido parte de algunas obras de teatro y ha tenido apariciones esporádicas en la versión chilena de la serie Lo que callamos las mujeres de Chilevisión.

## Filmografía
Telenovelas
| Telenovelas | Telenovelas       | Telenovelas               | Telenovelas   | Telenovelas |
| Año         | Teleserie         | Rol                       | Canal         |             |
| ----------- | ----------------- | ------------------------- | ------------- | ----------- |
| 1987        | La invitación     | Betty del Solar           | Canal 13      |             |
| 1988        | Semidiós          | Ana Luz Santana           | Canal 13      |             |
| 1992        | Fácil de amar     | Nadia Bascur              | Canal 13      |             |
| 1994        | Champaña          | Victoria Echaurren        | Canal 13      |             |
| 1995        | Juegos de fuego   | Alejandra Spencer Vergara | TVN           |             |
| 1996        | Para toda la vida | Marisa                    | Televisa/Mega |             |
| 1997        | Rossabella        | Cristina Ramírez          | Mega          |             |
| 1998        | A todo dar        | Catalina Balboa           | Mega          |             |
| 2004-2005   | Xfea2             | Sonia Bustamante          | Mega          |             |
| 2010        | Feroz             | Adriana Cooper            | Canal 13      |             |

Series y unitarios
| Serie de televisión | Serie de televisión         | Serie de televisión   | Serie de televisión | Serie de televisión |
| Año                 | Serie                       | Rol                   | Canal               |                     |
| ------------------- | --------------------------- | --------------------- | ------------------- | ------------------- |
| 1994                | Fácil de amar: La comedia   | Nadia Bascur          | Canal 13            |                     |
| 2001                | La otra cara del espejo     |                       | Mega                |                     |
| 2007-2008           | Karkú                       | Miss Faviana Castillo | TVN                 |                     |
| 2015                | Código Rosa                 | Varios personajes     | Mega                |                     |
| 2016                | Lo que callamos las mujeres | Varios personajes     | Chilevisión         |                     |

Otras participaciones
| Programas de televisión | Programas de televisión  | Programas de televisión                          | Programas de televisión | Programas de televisión |
| Año                     | Título                   | Rol                                              | Canal                   |                         |
| ----------------------- | ------------------------ | ------------------------------------------------ | ----------------------- | ----------------------- |
| 1984-1985               | Sábados gigantes         | Integrante del Clan Infantil                     | Canal 13                |                         |
| 1989                    | Sábados gigantes         | Actriz del espacio de humor "Las siete hermanas" | Canal 13                |                         |
| 1996                    | Festival de Viña del Mar | Jurado internacional                             | Mega                    |                         |
| 2005                    | Hola Andrea              | Actriz de dramatizaciones                        | Mega                    |                         |
| 2008                    | Teatro en Chilevisión    | Actriz en episodio Mi Pasado me Condena          | Chilevisión             |                         |

Teatro
- Money, el Musical del Consumismo (Dirigida por Gustavo Becerra).
- La Quiero Mucho Poquito o Nada (Dirigida por Eduardo Cumar).
- ¿Y tú Mientes ? ( Dirigida por Felipe Díaz Arraztio
- Se Vende, Abuela Incluida ( Dirigida por Felipe Díaz Arraztio)